# 加藤光也
加藤 光也（かとう みつや、1948年3月25日 - ）は、日本の英文学者、翻訳家。
首都大学東京教授を経て駒澤大学教授。日本学術会議特任連携会員。英国およびアイルランドの詩が専門。

## 経歴
秋田県生まれ。1971年（昭和46年）一橋大学法学部卒業。河村錠一郎門下。
1975年（昭和50年）旧・東京都立大学大学院人文科学研究科英文学専攻博士課程中退。
東京都立大学人文学部助教授、同教授、首都大学東京基礎教育センター教授を経て、駒澤大学文学部教授。
日本学術会議特任連携会員、一般財団法人日本英文学会の設立時の評議員 などを務めた。

## 著書
- 『詩について: アンドルー・マーヴェルから』（松柏社） 2017年

## 編著
- 『今日の世界文学』（放送大学） 1994年3月

## 翻訳
- 『ロシアに届かなかった手紙』（ウラジーミル・ナボコフ、集英社） 1981年12月
- 『ベッドのなかで』（イアン・マッキューアン、富士川義之共訳、集英社、現代の世界文学） 1983年
- 『ラフカディオ・ハーン著作集 第8巻 詩の鑑賞』（ラフカディオ・ハーン、篠田一士共訳、恒文社） 1983年6月
- 『ベンドシニスター』（ウラジミール・ナボコフ、サンリオ文庫） 1986年11月、のちみすず書房 2001年
- 『ガリバー旅行記』（ジョナサン・スウィフト、講談社、少年少女世界文学館） 1988年9月、のち講談社青い鳥文庫 1992年 、のち新版 2010年
- 『若き日の芸術家の肖像』（ジョイス、集英社、集英社ギャラリー、世界の文学4） 1991年2月
- 『太陽を見つめて』（ジュリアン・バーンズ、白水社、新しいイギリスの小説）1992年
- 『ヴィクトリア朝の宝部屋』（ピーター・コンラッド、国書刊行会、異貌の19世紀） 1997年
- 『夜ごとのサーカス』（アンジェラ・カーター、国書刊行会） 2000年9月
- 『ナボコフ全短篇』（作品社） 2011年

秋草俊一郎・諫早勇一・貝澤哉・杉本一直・沼野充義・毛利公美・若島正共訳